# 龙烟铁路
龙烟铁路是位于中国山东省东部、胶东半岛北侧海岸的一条单线电气化铁路。西起大莱龙铁路龙口西站，东至蓝烟铁路珠玑站，是德龙烟铁路的重要组成部分，正线全长112.7公里。北皂线路所至珠玑线路所联络线长2.4km。烟台港西港区进港铁路包括大季家北站分别接入至解宋营站约7.3km，至大季家站约7.7km。全线设13个车站。客运将通过珠玑站引入烟台火车站，货运接入福山站，项目业主为“德龙烟铁路有限责任公司”。龙烟铁路项目工程投资总额约为28亿元，由中国铁路总公司、山东省和烟台港集团公司出资，其中铁总出资60％，山东省和烟台港集团公司出资40％。国家发改委与铁道部批复龙烟铁路为单线电气化铁路预留复线条件，国铁I级，预留开行双层集装箱列车条件。
龙烟铁路于2013年11月开工建设。2016年5月18日，龙烟铁路控制性工程——东吴家隧道贯通，至此全线6个隧道全部打通。
龙烟铁路于2017年12月19日18时顺利开通运营，2018年1月22日开通客运业务。2023年，该铁路市域化改造进入实质阶段。2024年9月，该铁路市域化改造招标公告发布，公告内容为计划9月30日正式改造。截至2024年，龙烟铁路市域化改造已开工。